# Sandra Aguilar
Sandra Aguilarest une gymnaste rythmique espagnole, née le 9 août 1992 à Madrid (Espagne)

## Biographie
Sandra Aguilar est sacrée vice-championne olympique au concours des ensembles aux Jeux olympiques d'été de 2016 à Rio de Janeiro, avec ses coéquipières Artemi Gavezou, Elena López, Lourdes Mohedano, Alejandra Quereda. Malgré une première place lors des qualifications, l'ensemble obtient un total de 35,766 points passant derrière les russes avec 36,233 points 